# Uporovskij rajon
L'Uporovskij rajon (in russo Упоровский район?) è un rajon dell'Oblast' di Tjumen', nella Russia asiatica.